# Public Opinion Quarterly
Le Public Opinion Quarterly (aussi connue sous son abréviation POQ) est une revue scientifique américaine, créée en 1937, spécialisée en sciences de l'information et de la communication et en science politique. Elle est publiée par Oxford University Press pour le compte de l'Association américaine pour l'étude de l'opinion publique.
À l'origine, la revue est publiée par l'Université de Princeton dans le cadre de la faculté Woodrow Wilson School of Public and International Affairs. Son premier rédacteur en chef est le diplomate Dewitt Clinton Poole.
En 2018, la revue capitalisait un facteur d'impact de 3,31, la hissant au 10e rang sur 88 revues dans la catégorie "Communication", au 17e rang sur 176 revues dans la catégorie "Science politique", au 4e rang sur 104 revues dans la catégorie "Sciences sociales, interdisciplinarité".
À la création de la revue, de nombreux articles étaient consacrés à la communication, au journalisme et aux relations publiques, mais la concurrence a obligé la revue à se recentrer, en particulier sur les articles de science politique. À partir de 2002, les articles méthodologiques mettaient l’accent sur la question des non-réponses dans les enquêtes par sondage et sur les modes d’administration de l’enquête. Les thèmes liés à l’homosexualité et aux droits des homosexuels, aux liens entre opinion publique et lignes politiques, et sur l’analyse historique de l’opinion publique.